# Hendrik van Deventer

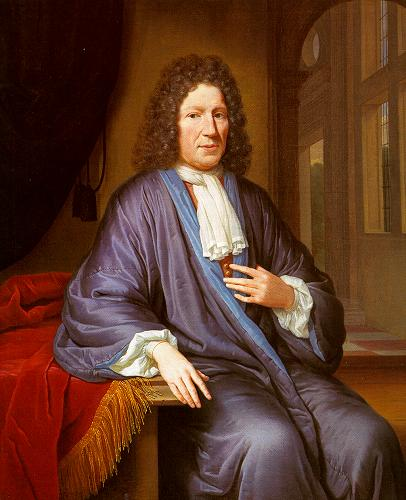
Hendrik van Deventer

Hendrik van Deventer  (Leiden, 16 maart 1651 — Voorburg, 12 december 1724) was een Nederlands orthopedist, gynaecoloog en labadist.
Hendrik van Deventer was de zoon van een leerhandelaar die in 1653 naar Den Haag verhuisde. Hij ging in de leer bij een goudsmid. In 1678 sloot hij zich aan bij de volgelingen van Jean de Labadie. 
Hoogstwaarschijnlijk aangespoord door de arts van de sekte, de geneesheer Walter, waarbij hij vanaf zijn twintigste in de leer is, komt ook de voormalige goudsmidleerling Hendrik bij de sekteleden terecht. De van de gemeenschap afgesloten levende sekte der labadisten probeert zo veel mogelijk zelfbedruipend te zijn.
Het vak van chirurgijn leert Hendrik voornamelijk in de praktijk en door zelfstudie. Kort na zijn vestiging in Wieuwerd begint hij al in 1679 met zijn praktijk onder de labadisten. Hendrik maakt naam als geneesheer, vooral als orthopedist.
Hij is een expert op het gebied van rachitis. Zelfs de Deens-Noorse koning Christian V (1670-1699) doet een beroep op de specialist ter behandeling van hemzelf en zijn kinderen en is tevreden. Hendrik van Deventer slaagt erin als autodidact, die geen Latijn kent, de doctorstitel te behalen in Groningen. Met die titel voor zijn naam kan hij zich overal in Nederland vestigen. Langer in Wieuwerd blijven is niet aantrekkelijk. Zijn royale honorarium als medisch specialist verdwijnt daar in de grote pot van de labadisten, als hij blijft zullen zijn kinderen niets erven.
Hendrik specialiseert zich ook in de verloskunde. Hij wil zich vestigen in Den Haag, maar de Haagse artsen, verenigd in het Collegium Medicum, hebben geen behoefte aan concurrentie, zij laten Hendrik met zijn praktijk niet toe "omdat hij het Latijn niet beheerst". Hendrik vestigt zich in Voorburg en wordt in 1695 alsnog erkend door het Collegium.
Hij opent te Voorburg zijn praktijk, in een niet onaanzienlijk pand 'De Poort' geheten, ter hoogte van het huidige Herenstraat 52, vlak tegenover de Oude Kerk. In 1702 koopt hij een nog rianter pand, het buiten Sionslust te Voorburg, gelegen op de hoek van de Sionsstraat en de Raadhuisstraat. Op Sionslust had hij een eigen drukkerij voor zijn medische en godsdienstige geschriften en ook een leerlooierij voor het maken van orthopedische hulpmiddelen. 
Na het jaar 1719 is Hendrik over het hoogtepunt van zijn roem, zijn vrouw is gestorven en veel van zijn zeker tien kinderen. Hij wordt gezien als een van de grootste geneesheren van zijn tijd. Hij was niet alleen de bestrijder van de Engelse ziekte, maar vooral een pionier op het terrein van de verloskunde. Zijn belangrijkste publicatie Manuale operatiën, zijnde een nieuw ligt voor vroedmeesters en vroedvrouwe doet veel stof opwaaien. Hij legt er de nadruk op dat hygiëne tijdens bevallingen noodzakelijk is.

## Publicaties
- 1696 - Dageraet der vroet-vrouwen

Handtekening Hendrik van Deventer uit 1701

- 1701 - Manuale operatiën, in 1701 tevens uitgegeven in het Latijn
- 1719 - Nader vertoog van de sware baringen
- 1739 - Beschrijving van de ziektens der beenderen

## Trivia
- In Voorburg is de Van Deventerlaan en het Van Deventerplein vernoemd naar Hendrik van Deventer.
- Zijn grafsteen ligt in de Oude of Martinikerk te Voorburg. Op de steen staat als geboorteplaats 's Gravenhage.
- Ook in Den Haag is een straat vernoemd naar Hendrik van Deventer. Deze straat loopt parallel aan de Valkenboskade en is een zijstraat van de Weimarstraat.[1]
- Er is een Hendrik van Deventerprijs. Deze wordt uitgereikt door de werkgroep Historie van de Nederlandse Vereniging voor Obstetrie en Gynaecologie (NVOG)  voor het beste onderzoek naar de medische geschiedenis van de menselijke voortplanting, verloskunde en/of gynaecologie.[2]